# Пшиборув (Великопольське воєводство)
Пшиборув (пол. Przyborów) — село в Польщі, у гміні Владиславув Турецького повіту Великопольського воєводства.
Населення — 77 осіб (2011).
У 1975-1998 роках село належало до Конінського воєводства.

## Демографія
Демографічна структура станом на 31 березня 2011 року:
|          | Загалом | Допрацездатний вік | Працездатний вік | Постпрацездатний вік |
| -------- | ------- | ------------------ | ---------------- | -------------------- |
| Чоловіки | 47      | 16                 | 27               | 4                    |
| Жінки    | 30      | 5                  | 17               | 8                    |
| Разом    | 77      | 21                 | 44               | 12                   |